# Jayo Felony
Jayo Felony es un rapero de San Diego, California. Fue reconocido por Jam Master Jay de Run-DMC con su sencillo "Piss on Your Tombstone". Firmó por el sello discográfico de Jay, JMJ, en 1995. Ese año, Jayo grabó su álbum de debut Take a Ride. En 1998, sacó su segundo álbum, llamado Watcha Gonna Do? bajo Def Jam, en el que colaboraban Method Man, DMX, Mack 10, WC, Redman, Kokane, Ice Cube, E-40, Eightball y MJG. En 1999, publicó The Underground. En 2000 iba a lanzar su cuarto álbum, Hotter Than Fish Grease, pero por motivos legales no llegó a hacerlo. En 2001, editó Crip Hop, un álbum en el que atacaba a raperos como Jay-Z y Snoop Dogg. Ha habido rumores de que Jayo podría firmar por G-Unit Records, y esos rumores fueron confirmados por 50 Cent.

## Discografía

### Álbumes
- Take a Ride
  - Lanzamiento: 30 de mayo de 1994
  - Chart Positions: #65 Top R&B/Hip-Hop Albums
  - Last RIAA description:
  - U.S. sales :141 827
  - Sencillos: "Sherm Sticc", "Loc Is On His Own"

- Whatcha Gonna Do?
  - Lanzamiento: 25 de agosto de 1998
  - Chart Position: #46 US
  - Last RIAA description:
  - U.S. sales : 146 308 copies
  - Sencillos: "Nitty Gritty", "Watcha Gonna Do?"

- Underground
  - Lanzamiento: 16 de noviembre de 1999
  - Chart Positions:US #46
  - Last RIAA description:
  - U.S. sales :143 946
  - Sencillos:"What Ya Need"

- Crip Hop
  - Lanzamiento: 23 de octubre de 2001
  - Chart Positions: # 10 Top independent
  - Last RIAA description:
  - U.S. sales :143 946
  - Sencillos: "She Loves Me"

- Don't Get MeatBalled
  - Lanzamiento: 2009
  - Chart Positions: TBA
  - U.S. Sales : TBA
  - Sencillos: "So Into You ft. Sleepy Brown", "Blocc Party"